# NRA (band)
NRA, ook wel NRA, the band is een Nederlandse punk-rockformatie uit Amsterdam. NRA werd opgericht in november 1989.
De eerste demo van de band was Their first Session en was volgens de bandleden een reactie op de muziek (heavy metal) die er in die tijd werd gespeeld. Volgens bassist Gwynn werd die overheerst door solo's en rockstermentaliteit, waardoor ze begonnen met punk uit de oude school. Het eerste album kwam uit in 1991 met de titel Is this for real?
Ze traden tijdens verschillende festivals op, waaronder Lowlands en Dynamo Open Air in 1995, het Sjock festival in 1996, het Tibetan Freedom Concert van Amsterdam in 1999 en tijdens het Kabaal Am Gemaal in 2001.